# Атенс (Луизијана)
Атенс (енгл. Athens) град је у америчкој савезној држави Луизијана.

## Демографија
По попису из 2010. године број становника је 249, што је 13 (-5,0%) становника мање него 2000. године.
| Група             | 2000.       | 2010.       |
| Белци             | 190 (72,5%) | 173 (69,5%) |
| Афроамериканци    | 63 (24,0%)  | 55 (22,1%)  |
| Азијати           | 0 (0,0%)    | 0 (0,0%)    |
| Хиспаноамериканци | 0 (0,0%)    | 12 (4,8%)   |
| Укупно            | 262         | 249         |